# Synema affinitatum
Synema affinitatum es una especie de araña del género Synema, familia Thomisidae.

## Distribución
Esta especie se encuentra desde México hasta Brasil.

## Taxonomía
Fue descrita por O. Pickard-Cambridge en 1891.
Tratamiento taxonómico
La especie aparece registrada y publicada en Arachnida. Araneida. in: Biologia Centrali–Americana, Zoology. London 1: 73–88.